# Den syrisk-ortodokse kirke
Den syrisk-ortodokse kirke(Syrisk:ܥܕܬܐ ܣܘܪܝܝܬܐ ܬܪܝܨܬ ܫܘܒܚܐ) er en orientalsk ortodoks kirke baseret i Mellemøsten med en global medlemsspredning. Kirken hævder at nedstamme fra nogle af de tidligste kristne samfund etableret af Apostlen Peter. Kirken følger den vestsyriske ritus og benytter som liturgisk sprog syrisk, som er en dialekt af aramæisk. 
Kirken ledes af den nuværende Patriark af Antiokia og hele Orienten, Ignatius Zakka I, som har sæde i Damaskus, Syrien. 
Efter en af kirkens præster, Jakob Baradaeus (544-578), er kirken af sine modstandere blevet betegnet som jakobittisk. Den syrisk-ortodokse kirke plejer ikke selv at bruge denne betegnelse, som den synes er nedladende.